# Kostelec nad Labem
Kostelec nad Labem település Csehországban, a Mělníki járásban. Kostelec nad Labem Ovčáry, Záryby, Křenek, Čakovičky, Neratovice, Tišice, Sluhy, Polerady, Mratín és Nová Ves településekkel határos. Lakosainak száma 4336 fő (2024. január 1.).

## Népesség
A település lakosságának változását az alábbi diagram mutatja:
| Lakosok száma | 2078 | 3119 | 3549 | 3543 | 3127 | 3616 | 4033 | 4281 | 4252 | 4336 |
|               | 1869 | 1900 | 1921 | 1961 | 1980 | 2011 | 2016 | 2019 | 2021 | 2024 |